# グレゴリー・ジェイコブズ
グレゴリー・ジェイコブズ（Gregory Jacobs）は、アメリカ合衆国の映画監督、脚本家、映画プロデューサーである。スティーヴン・ソダーバーグ監督とのコラボレーションで知られる。

## 経歴
ニュージャージー州出身。1993年、スティーヴン・ソダーバーグ監督の『わが街 セントルイス』で助監督を務めた。以後、『ソラリス』や『恋するリベラーチェ』など、ソダーバーグの監督作品を製作している。2004年に『クリミナル』で映画監督デビュー。2007年、エミリー・ブラント主演の『デス・ロード 染血』を監督した。

## フィルモグラフィー

### 映画
- ソラリス Solaris （2002年） - 製作総指揮
- フル・フロンタル Full Frontal （2002年） - 製作
- クリミナル Criminal （2004年） - 監督・脚本・製作
- 愛の神、エロス Eros （2004年） - 製作
- Bubble/バブル Bubble （2005年） - 製作
- さらば、ベルリン The Good German （2006年） - 製作
- デス・ロード 染血 Wind Chill （2007年） - 監督
- オーシャンズ13 Ocean's Thirteen （2007年） - 製作総指揮
- チェ Che （2008年） - 製作総指揮
- ガールフレンド・エクスペリエンス The Girlfriend Experience （2009年） - 製作
- インフォーマント! The Informant! （2009年） - 製作
- コンテイジョン Contagion （2011年） - 製作
- エージェント・マロリー Haywire （2011年） - 製作
- マジック・マイク Magic Mike （2012年） - 製作
- サイド・エフェクト Side Effects （2013年） - 製作
- 恋するリベラーチェ Behind the Candelabra （2013年） - 製作
- オール・ユー・ニード・イズ・キル Edge of Tomorrow （2014年） - 製作
- マジック・マイクXXL Magic Mike XXL （2015年） - 監督・製作
- DEMON デーモン Go with Me （2015年） - 脚本・製作
- ローガン・ラッキー Logan Lucky （2017年） - 製作
- ザ・ランドロマット -パナマ文書流出- The Laundromat （2019年） - 製作
- レット・ゼム・オール・トーク Let Them All Talk (2020年) - 製作
- マジック・マイク ラストダンス Magic Mike's Last Dance (2023年) - 製作
- ブラックバッグ Black Bag (2025年) - 製作

### テレビドラマ
- The Knick/ザ・ニック The Knick （2014年 - 2015年） - 製作総指揮
- レッド・オークス Red Oaks （2014年 - 2017年） - 脚本・企画・製作総指揮
- ナウ・アポカリプス 〜夢か現実か!? ユリシーズと世界の終わり Now Apocalypse (2019年) 製作総指揮